# Операція «Блюкот»
Операція «Блюкот» (англ. Operation Bluecoat) — наступальна операція 2-ї британської армії в період з 30 липня по 7 серпня 1944 у ході операції «Оверлорд». Основною метою проведення операції ставилося захоплення та утримання британськими військами ключових об'єктів біля Віра, у тому числі панівних висот Монт-Пінсон, з ціллю забезпечення успіху наступу американських військ за планом операції «Кобра».

## Історія

### Передумови
З 18 по 20 липня британська 2-га армія провела операцію «Гудвуд» на східному фланзі плацдарму союзників на південний схід від Кана, що змусило німців утримати основну частину своїх бронетанкових підрозділів на сході навколо Кана. Після «Гудвуда» перехоплення «Ультрою» довело, що німці планують вивести 21-шу танкову дивізію в резерв, перш ніж перекинути її на західний (американський) сектор фронту. 25 липня 1-ша армія США розпочала операцію «Кобра».
Смуга розмежування між британською 2-ю армією (лейтенант-генерал сер Майлз Демпсі) та 1-ю армією США була змінена, британці прийняли від V американського корпусу зону відповідальності, якому протистояли легкоозброєні, але добре вкопані німецькі піхотні підрозділи, що дало можливість на нову операцію зі зв'язування німецької броні. Штаб VIII корпусу та 7-ма, 11-та та гвардійська бронетанкові дивізії були перекинуті на захід у бік Комона на західному фланзі XXX корпусу. Демпсі планував атакувати 2 серпня, але швидкість подій змусила його перенести дату.
З 21 липня німецька 2-га танкова дивізія була виведена з району на південь від Комона та звільнена 326-ю дивізією, яка зайняла 16 км фронту зі сходу від Віллер-Бокаж, поруч із 276-ю піхотною дивізією, на захід до річки Дром, кордону між LXXIV корпусом танкової групи «Захід» і 7-ю армією. 326-та дивізія, що займала позиції на південь і схід від Комона, була в повному обсязі й зайняла велику кількість оборонних позицій.

### План
За планом британського командування XXX корпус силами 43-ї (Вессекської) піхотної дивізії у першому ешелоні мав атакувати в загальному напрямку на вершину Буа-дю-Гом (висота 361). На лівому фланзі наступ підтримувала 50-та (Нортумбрійська) піхотна дивізія з 7-ю танковою дивізією в резерві. Праворуч, на західному фланзі XXX корпус силами 15-ї (Шотландської) піхотною дивізією, за підтримки військ VIII корпусу, атакував південніше від Комона, а 11-та бронетанкова дивізія атакувала пересічену місцевість далі на захід, в готовності після прориву німецької оборони наступати далі до Пті-Оне, за 6,0 км на захід від Сен-Мартен-де-Безас. Вогневу підтримку наступу мали забезпечити понад 1000 бомбардувальників.

### Наступ
30 липня 1944 року розпочалася операція «Блюкот». Видимість була поганою, й хоча бомбардувальники скинули 2000 тонн бомб німецьким позиціям та укріпленням було завдано мінімум збитків, частково тому, що бомбардування відбувалося по районах, де об'єктів противника не було, а також тому, що підрозділи 43-ї й 50-ї дивізій перебували поруч з вихідними рубежами переходу в атаку, дуже близько до військ вермахту. З переходом у наступ просування частин 11-ї бронетанкової дивізії на лівому фланзі через «зону А» відбувалося з швидким прогресом. Багато британських підрозділів були стримані мінними полями, затопленими дорогами, густими живоплотами та крутими балками, але у центральній частині британці прорвалися на 8 км вглиб оборони противника. 31 липня 11-та танкова дивізія VIII корпусу скористалася слабкістю німецької оборони та відсутністю взаємодії на стику між арміями, коли виявила незахищений міст («міст Дікі») через річку Сулевр, у 8,0 км позаду німецького фронту. Швидко підкріпивши ударне угруповання танками «Кромвель», а потім додатковими підрозділами підтримки, вони розбили перші німецькі бронетанкові частини, що були кинуті в контратаку. До 2 серпня британські війська просунулися вперед приблизно на 8,0 км від Вір, який знаходився на американській стороні. Виникла плутанина щодо того, хто мав право використовувати певні дороги, і британська атака була обмежена та спрямована на південний схід. Німецька 7-ма армія змогла підсилити оборону міста силами 3-ї парашутної дивізії, яка була витіснена на південь V корпусом США, і перемістити частини 9-ї танкової дивізії СС на південний захід, щоб закрити розрив між 7-ю армією та танковою групою «Захід».
Наступ британців продовжували стримувати німецькі підкріплення. В ході наступу VIII корпус також повинен був захищати свій східний фланг, оскільки XXX корпус не встигав рушити вперед з таким темпом наступу. 2 серпня командир XXX корпусу генерал-лейтенант Джерард Бакнелл був звільнений з посади, а командир 7-ї бронетанкової дивізії генерал-майор Джордж Ерскін був звільнений наступного дня. 4 серпня генерал-лейтенант Браян Хоррокс, ветеран Північно-африканської кампанії, замінив Бакнелла, очоливши корпус й того ж дня подальше просування 2-ї армії було тимчасово зупинено. 6 серпня підрозділи 116-го полку 29-ї дивізії США після нічної атаки проти 363-ї німецької дивізії опанували Вір. Того ж дня 43-тя (Вессекська) дивізія та танки 13-го/18-го королівських гусарів захопили висоти Мон-Пінсон.

### Результати
Загалом операція «Блюкот» сприяла утриманню німецьких танкових частин на британському, східному, фланзі фронту та подальшому виснаженню німецьких бронетанкових формувань у цьому районі. Прорив у центрі фронту союзників став несподіванкою для німців, коли їх відволікали атаки союзників з обох кінців Нормандського плацдарму. На момент прориву американців в Авранші у німецького командування фактично не лишилося резервних сил для проведення операції «Льєж», німецького контрнаступу, що в результаті призвело до розгрому вермахту 12 серпня. 7-й армії не залишалося іншого вибору, окрім як швидко відступити на схід від річки Орн, прикриваючись ар'єргардом із рештки танкових і моторизованих підрозділів, щоб дати час піхоті, що залишилася, досягти Сени. Після першого етапу відходу за Орн подальший плановий відступ провалився через брак палива, постійні повітряні атаки союзників і тиск союзних армій, і в результаті це призвело до оточення значного угруповання німецьких військ у Фалезькій «кишені».